# Stefan Wiśniewski (energetyk)

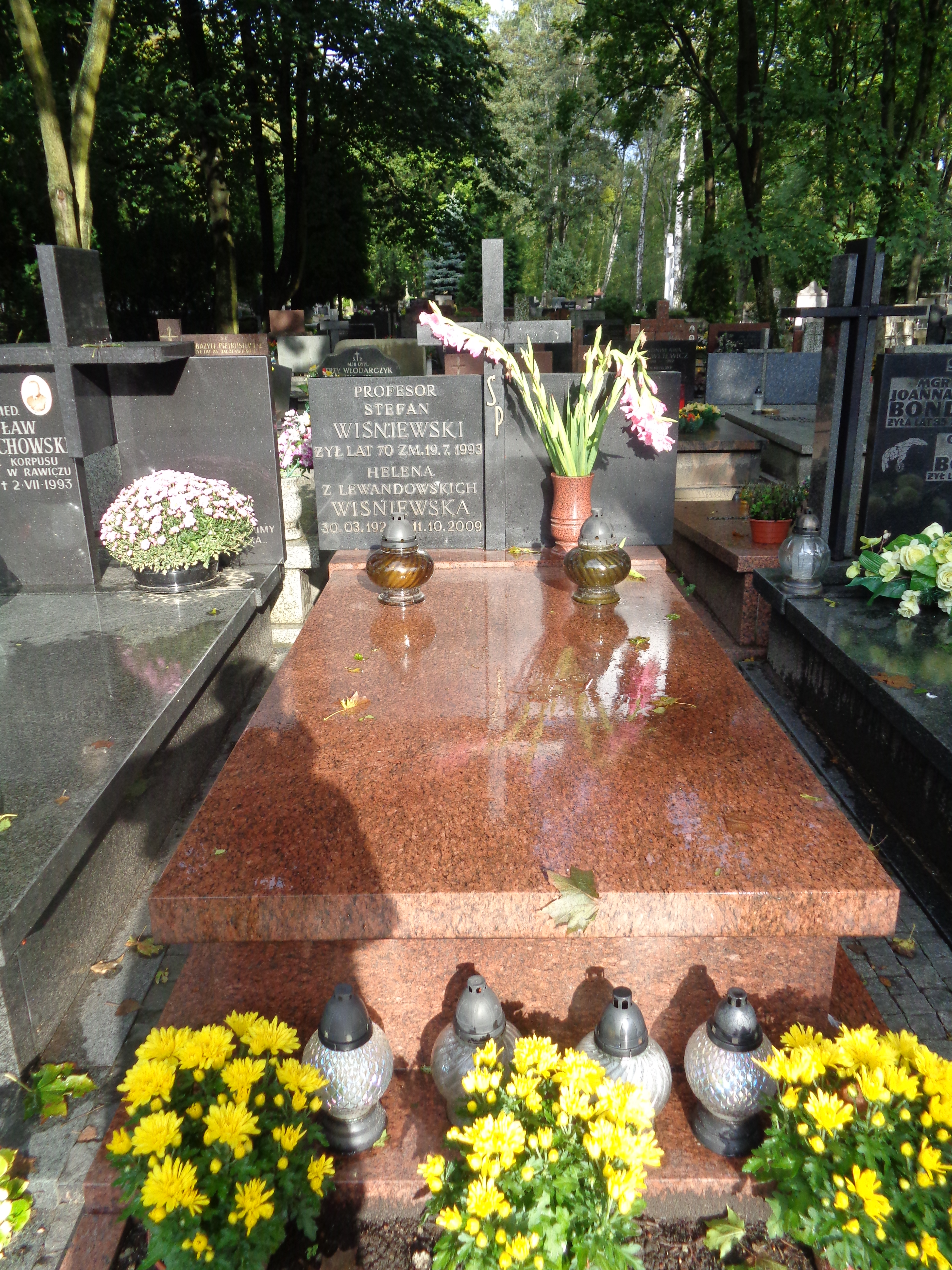
Grób Stefana Wiśniewskiego na cmentarzu wojskowym na Powązkach

Stefan Wiśniewski (ur. 1923 w Gostyninie, zm. 1993) – polski energetyk, specjalista w dziedzinie techniki cieplnej, termodynamiki i wymiany ciepła.
W roku 1945 rozpoczął studia na Wydziale Mechanicznym Politechniki Łódzkiej, a ukończył w 1951 roku na Wydziale Mechanicznym Politechniki Warszawskiej uzyskując tytuł magistra inżyniera. W 1948 roku rozpoczął pracę w Zakładzie Techniki Cieplnej Politechniki Warszawskiej. W roku 1950 został powołany do służby wojskowej i skierowany do pracy w jednostce organizującej Wojskową Akademię Techniczną. W 1962 roku uzyskał w WAT stopień naukowy doktora, a w 1968 roku doktora habilitowanego. Tytuł profesora nadzwyczajnego otrzymał w roku 1973, a profesora zwyczajnego w 1983 roku. W WAT kierował Zakładem Termodynamiki i Spalania. Po odejściu z WAT był profesorem w Instytucie Pojazdów Politechniki Warszawskiej, a od 1983 roku profesorem w Instytucie Techniki Cieplnej i Chłodnictwa Politechniki Łódzkiej, gdzie początkowo pełnił funkcję zastępcy dyrektora ds. naukowych, a od roku 1991 dyrektora Instytutu.
Tematyka jego prac naukowych obejmuje termodynamikę procesów nierównowagowych, termodynamikę techniczną, teorię silników, pomiary właściwości termofizycznych substancji, pomiary temperatury w silnikach i urządzeniach cieplnych. Jest autorem 17 monografii i książek, 22 skryptów, 53 artykułów i rozpraw naukowych, 17 opracowań popularnonaukowych i informacyjnych, 20 opracowań naukowo-badawczych w znacznej mierze wdrożonych w przemyśle. Wypromował 20 doktorów. Był przewodniczącym Komitetu Termodynamiki i Spalania PAN.